# Lena Pålsson
Lena Pålsson, född 29 mars 1961, är en svensk sångerska. 
År 1982 tog hon över efter Kikki Danielsson som sångare i det svenska dansbandet Wizex och stannade sedan där till 1997. Wizex första album med Lena Pålsson blev bandets sista album med Tommy Stjernfeldt som manlig sångare. Sedan tillkom Danne Stråhed som sådan.
Med Wizex deltog hon i svenska Melodifestivalen 1992 med melodin "Jag kan se en ängel", som kom på sjätte plats. Som soloartist deltog hon i svenska Melodifestivalen 1993 med melodin "Sjunde himlen", som kom på fjärde plats. Som soloartist försökte hon den 10 juni år 2000 få in melodin "Semester" på Svensktoppen., men misslyckades.
På Teneriffa i januari 2004 grundade hon dansbandet Lena Pålssons orkester.
2010 gjorde hon en duett med Wizex sångerska Anna Sköld, på låten "En kick igen" från albumet Innan det är försent som släpptes på singel till radiostationerna.

### Fotnoter
1. ↑  ”Svensktoppen”. Sveriges Radio. 10 juni 2000. http://sverigesradio.se/p4/svetop/2000/000610sv.htm. Läst 11 november 2007.
2. ↑  ”Svensktoppen”. Sveriges Radio. 17 juni 2000. http://sverigesradio.se/p4/svetop/2000/000617sv.htm. Läst 11 november 2007.
3. ↑  ”Duett med Lena Pålsson”. Wizex. 2 maj 2010. http://www.wizex.se/default2.asp?page=nyheter&id=119. Läst 31 december 2010.[död länk]